# Bordes (Arricau)
Pour les articles homonymes, voir Bordes.
Bordes est une ancienne commune française du département des Pyrénées-Atlantiques. Entre 1861 et 1866, la commune fusionne avec Arricau pour former la nouvelle commune de Arricau-Bordes.

## Géographie
Bordes est un village du Vic-Bilh, située au nord-est du département et de Pau.

## Toponymie
Le toponyme Bordes apparaît sous les formes 
Bordas (XIe siècle, cartulaire de Lescar) et 
Bordes en Vic-Bilh (1673, réformation de Béarn).
Du germanique bord (« une cabane en planches »), du gascon borde désignant une bergerie à toit de brande ou de paille (le terme de « parc » étant réservé aux bergeries couvertes en tuiles).
Son nom béarnais est Bordas.

## Histoire
Paul Raymond note qu'en 1385, Bordes dépendait du bailliage de Lembeye et comptait 12 feux. Le fief de Bordes dépendait de la vicomté de Béarn.

## Démographie
| 1793 | 1800 | 1806 | 1821 | 1831 | 1836 | 1841 | 1846 | 1851 |
| ---- | ---- | ---- | ---- | ---- | ---- | ---- | ---- | ---- |
| 136  | 132  | -    | 156  | 132  | 150  | 134  | 135  | 132  |

| 1856 | 1861 | - | - | - | - | - | - | - |
| ---- | ---- | - | - | - | - | - | - | - |
| 133  | 136  | - | - | - | - | - | - | - |

## Culture locale et patrimoine

### Patrimoine civil
La demeure dite château de Bordès fut construite au XVIIIe siècle. Elle est classée à l'Inventaire général du patrimoine culturel.

### Patrimoine religieux
L'église Saint-Jean-Baptiste date partiellement du XIe siècle. Elle recèle divers objets et mobiliers inscrits à l'inventaire général du patrimoine culturel.

## Pour approfondir